# Richard Cross (1. wicehrabia Cross)

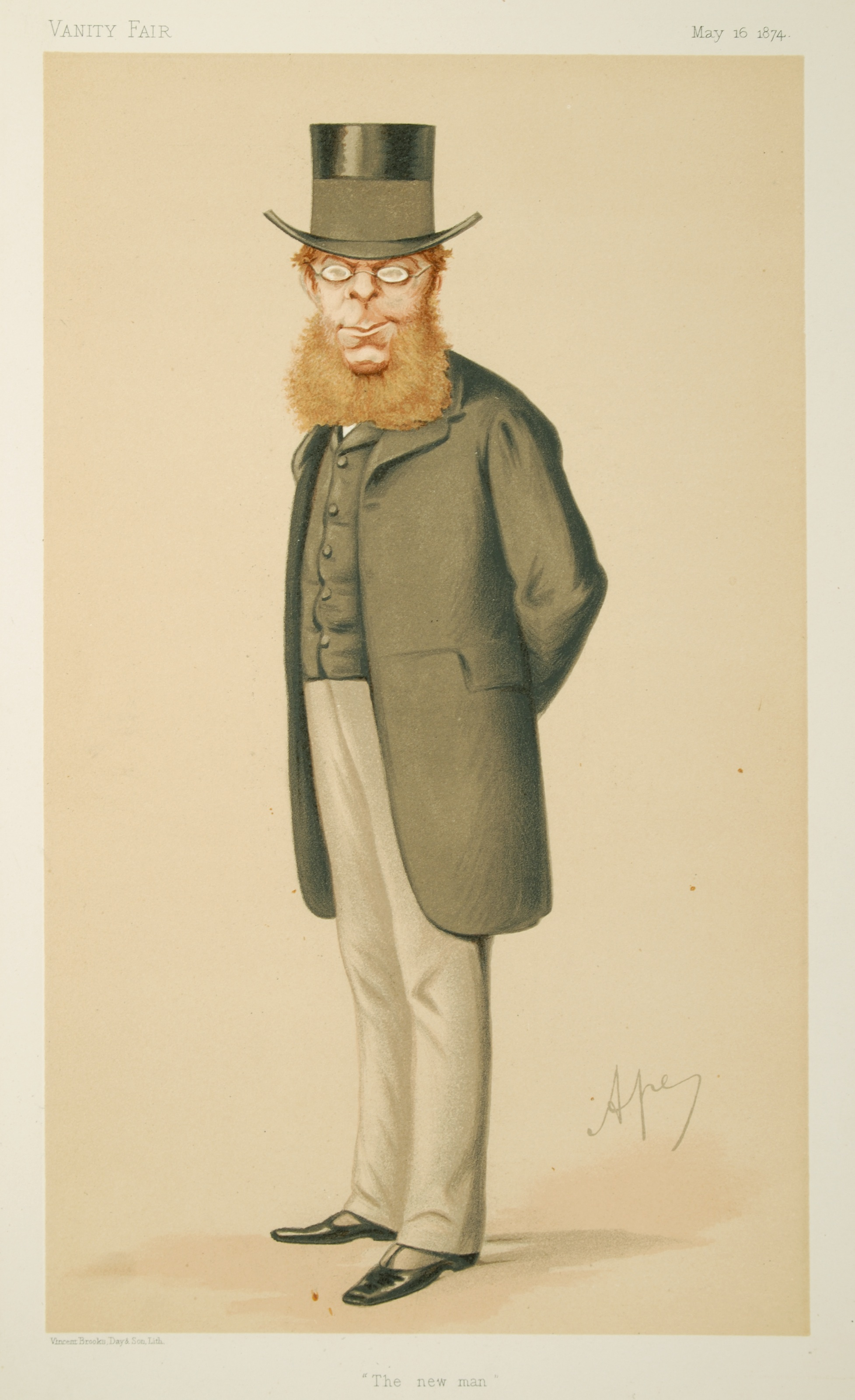
Lord Cross (karykatura)

Richard Assheton Cross, 1. wicehrabia Cross GCB, GCSI (ur. 30 maja 1823 w Red Scar niedaleko Preston w hrabstwie Lancashire, zm. 8 stycznia 1914) – brytyjski polityk, członek Partii Konserwatywnej, minister w rządach lorda Beaconsfielda i lorda Salisbury’ego.

## Życiorys
Wykształcenie odebrał w Rugby School oraz na Uniwersytecie Cambridge. W latach 1857–1862 zasiadał w Izbie Gmin jako reprezentant okręgu Preston. W latach 1868–1885 reprezentował okręg wyborczy South West Lancashire, a następnie okręg wyborczy Newton. W 1886 r. otrzymał tytuł 1. wicehrabiego Cross i zasiadł w Izbie Lordów.
W latach 1874–1880 i 1885–1886 był ministrem spraw wewnętrznych. W latach 1886–1892 pełnił funkcję ministra ds. Indii. W 1895 r. został na krótko Kanclerzem Księstwa Lancaster. W latach 1885–1900 był Lordem Tajnej Pieczęci. W 1898 r. został przewodniczącym komisji energii elektrycznej.
Zmarł w 1914 r. Tytuł parowski odziedziczył jego syn Richard.